# Louis-Nazaire Bégin

Louis-Nazaire kardinál Bégin (10. ledna 1840, La Pointe-Lévis, Kanada – 18. července 1925, Québec) byl arcibiskup v Québecu a římskokatolický kardinál.

## Životopis
Louis-Nazaire Bégin studoval v Québecu, Římě a Innsbrucku katolickou teologii a filozofii. Na kněze byl vysvěcen 10. června 1865 a o rok později se stal doktorem teologie. V letech 1868 až 1877 působil na lavalské univerzitě v Québecu, v letech 1877 až 1884 byl prefektem québeckého semináře a v období 1884 až 1888 pracoval ve státním školství.
1888 byl jmenován biskupem v Chicoutimi, 1891 koadjutorem, 1894 apoštolským administrátorem a v roce 1898 arcibiskupem Québecu. Pius X. ho 25. května 1914 jmenoval kardinálem s titulárním kostelem Santi Vitale, Gervasio e Protasio.
Louis-Nazaire Bégin je pohřben v kryptě québecké katedrály.